# Diastosphya
Diastosphya är ett släkte av skalbaggar. Diastosphya ingår i familjen långhorningar.
Kladogram enligt Catalogue of Life:
| Diastosphya | \| \| Diastosphya agetes \| \| \| \| \| \| Diastosphya albisetosa \| \| \| \| \| \| Diastosphya bimaculata \| \| \| \| \| \| Diastosphya fuscicollis \| \| \| \| |
|             | \| \| Diastosphya agetes \| \| \| \| \| \| Diastosphya albisetosa \| \| \| \| \| \| Diastosphya bimaculata \| \| \| \| \| \| Diastosphya fuscicollis \| \| \| \| |
|             | Diastosphya agetes |
|             | |
|             | Diastosphya albisetosa |
|             | |
|             | Diastosphya bimaculata |
|             | |
|             | Diastosphya fuscicollis |
|             | |